# Карачаганак (футбольный клуб)
«Карачаганак» — казахстанский футбольный клуб из города Аксай Бурлинского района Западно-Казахстанской области. Участник высшей лиги чемпионата Казахстана 1993 года.

## История
Основан в 1993 году владельцами «Карачаганакского нефтегазоконденсатного месторождения» .
В 1993 году клуб получил профессиональный статус и сразу же был включён в высшую лигу чемпионата Казахстана, так как профессиональных соревнований более низкого уровня в том сезоне в стране не проводилось. Помимо местных футболистов, в состав команды были приглашены ряд игроков из России (прежде всего из Оренбурга) и Узбекистана. Возглавил команду российский специалист из Оренбурга Юрий Тамбовцев. По итогам сезона клуб занял 23-е место среди 25 участников, выиграв 9 матчей, сыграв вничью 7 и проиграв 32. Самое крупное поражение команда потерпела от шымкентского «СКИФ-Ордабасы» (1:7), а самую крупную победу одержала над «Кайсаром» из Кзыл-Орды (4:1). Лучшим бомбардиром клуба в сезоне стал российский легионер Вячеслав Суспицын (20 голов).
Следующий сезон команда начала в первой лиге, где сыграла 12 матчей — 5 побед, 1 ничья и 6 поражений, после чего отказалась от участия в турнире. Тренером в этом сезоне был россиянин Владимир Степанов.
В дальнейшем команда несколько лет не участвовала в профессиональных соревнованиях. В 2002 году играла во второй лиге под названием «БГС» и заняла последнее, шестое место в зоне «Запад». По состоянию на 2017 год выступает в чемпионате города Аксай по футболу, а также в чемпионате Западно-Казахстанской области по футзалу.

## Тренеры
- Тамбовцев, Юрий Олегович (1993)
- Степанов Владимир Петрович (1994)